# Kawasaki W 800
Die Kawasaki W800 ist ein unverkleidetes Retro-Motorrad des japanischen Herstellers Kawasaki, das 2011 als Nachfolgemodell der W650 auf den Markt kam. Das Naked Bike ist auch mit verschiedenen Cockpitverkleidungen erhältlich. Das Motorrad wird in Nord- und Südamerika sowie in Afrika nicht vertrieben. Der Verkauf in Europa endete 2016 vorläufig, da der luftgekühlte Motor die ab 2017 geltende Abgasnorm Euro 4 nicht erfüllte und das ebenfalls ab 2017 erforderliche ABS nicht vorhanden war. Seit 2019 ist die W800 wieder verfügbar, zunächst mit Euro 4, ABS und leicht verändertem Design, wobei der Königswellen-Motor nach wie vor als Highlight bleibt. Zum Modelljahr 2021 wurde der Motor Euro-5 tauglich gemacht, um den geltenden Emissions-Grenzwerten zu entsprechen.

## Herkunft
Das Design des Roadster ist stark an englische Motorräder der 1960er-Jahre angelehnt, wie zum Beispiel die BSA A7 oder die Triumph Bonneville. Wie beim Vorgängermodell W650 nimmt das „W“ in der Modellbezeichnung Bezug auf die historischen Kawasaki-Modelle W1, W2, W3, die ab 1966 gebaut wurden und sich damals an englischen Motorrädern orientierten.

## Eigenschaften
Die Kawasaki W800 hat einen geschlossenen Doppelschleifenrahmen aus rundem Stahlrohr.
Als Radaufhängung dienen eine Hinterradschwinge mit zwei Federbeinen und eine Teleskopgabel mit Faltenbälgen vorn. Die Drahtspeichenräder haben 18 Zoll Durchmesser hinten und 19 Zoll vorn.
Eine Besonderheit ist das bereits bei niedrigen Drehzahlen anliegende hohe Drehmoment des langhubigen Motors sowie der Nockenwellenantrieb über eine Königswelle. Das Motorrad fährt mit Normal- oder Superbenzin ab ROZ 91, bis E10, der Kraftstofftank fasst 14 Liter. Die verchromten Abgaskrümmer sind doppelwandig ausgelegt und können dadurch nicht anlaufen. Die beiden Auspuffe haben einen G-Kat und ein Sekundärluftsystem zur Nachverbrennung der Abgase.
Stilecht wird das Motorrad am Hinterrad mit einer Trommelbremse gebremst, am Vorderrad ist es wegen der Sicherheit eine Scheibenbremse. Seit 2019 hat das Motorrad ein ABS und hinten eine Scheibenbremse.
Im Gegensatz zum Vorgängermodell hat die W800 keinen Kickstarter mehr; des Weiteren hat sie eine Saugrohreinspritzung statt eines Vergasers.

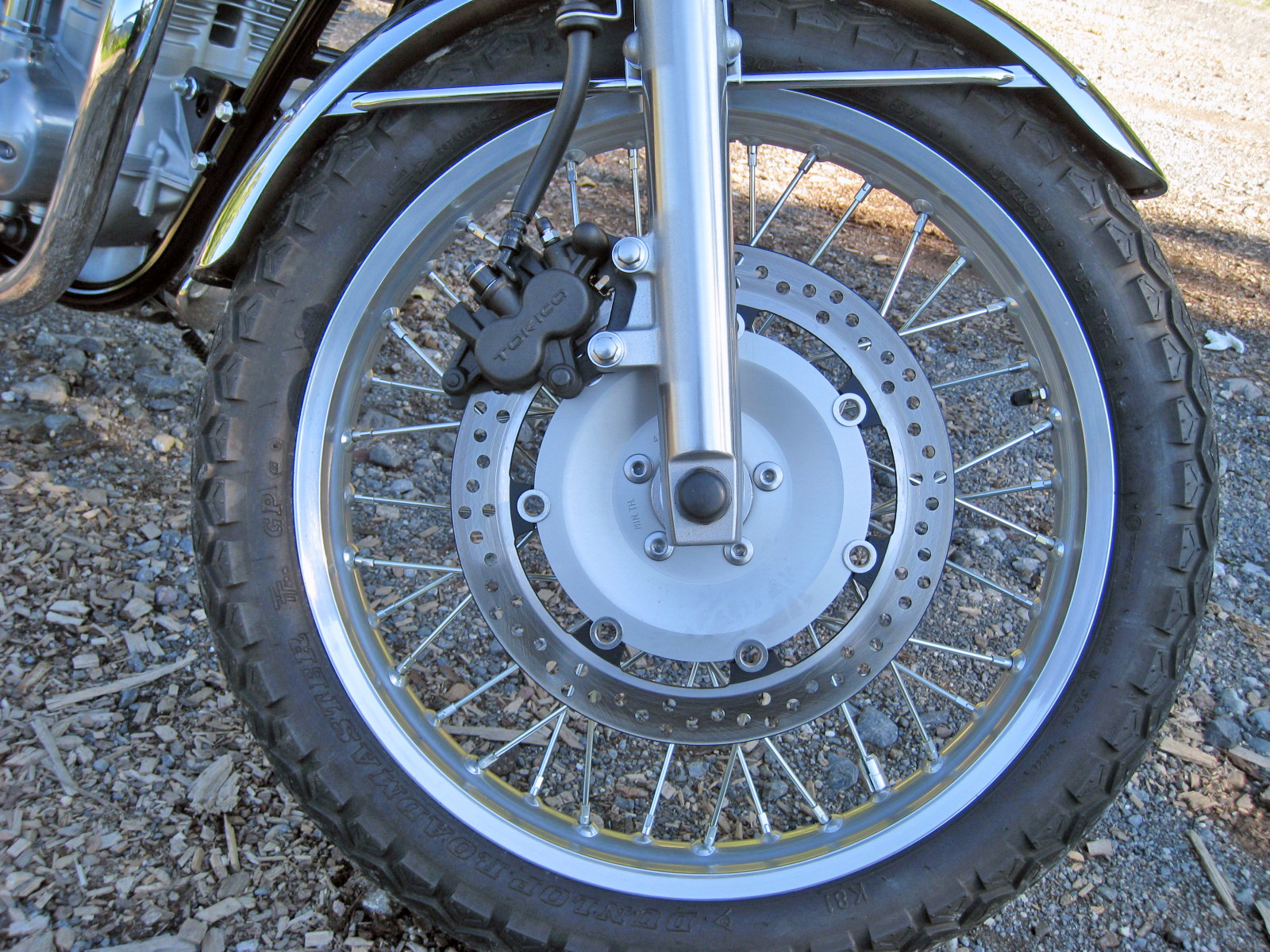
Scheibenbremse
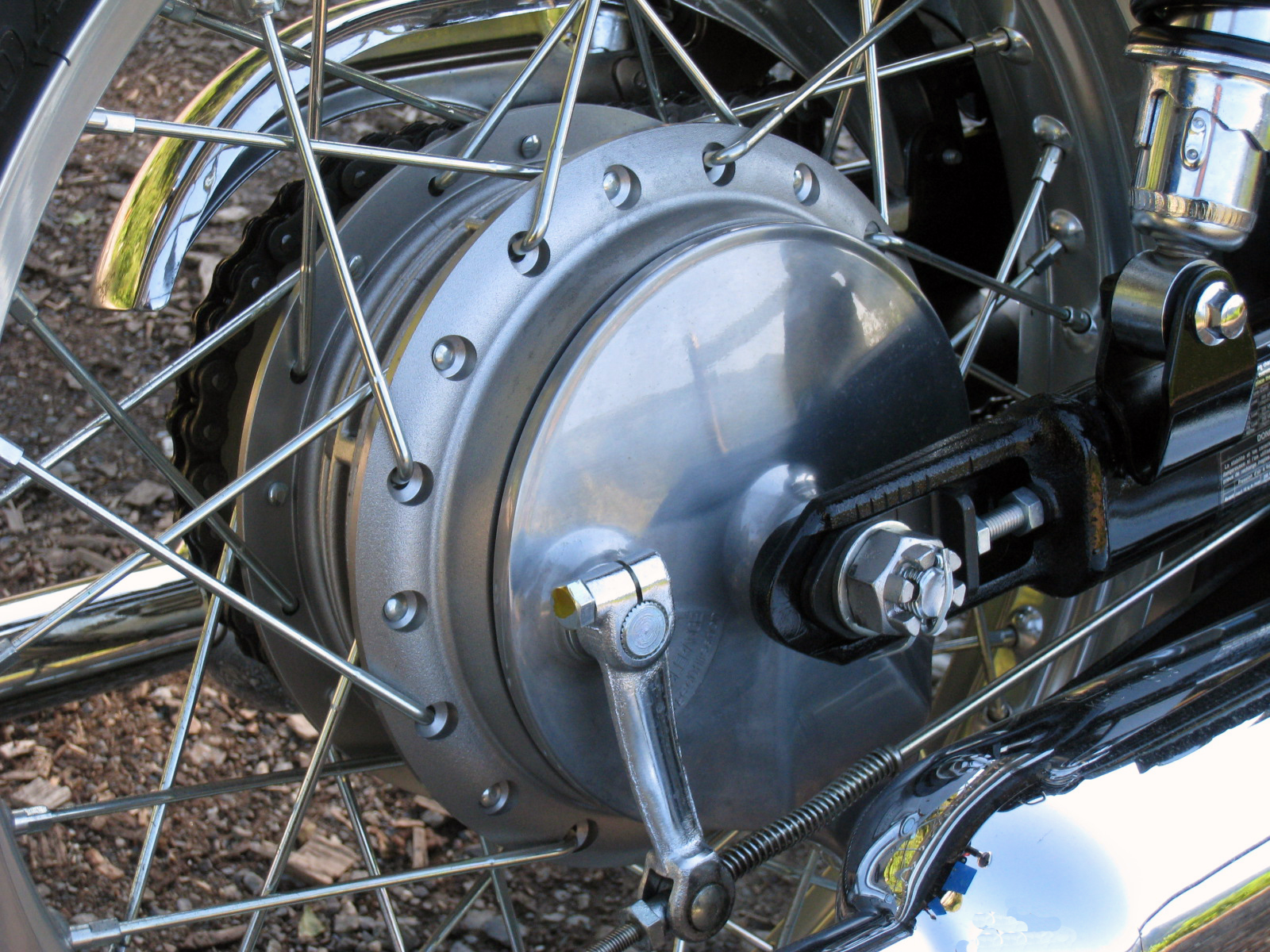
Trommelbremse
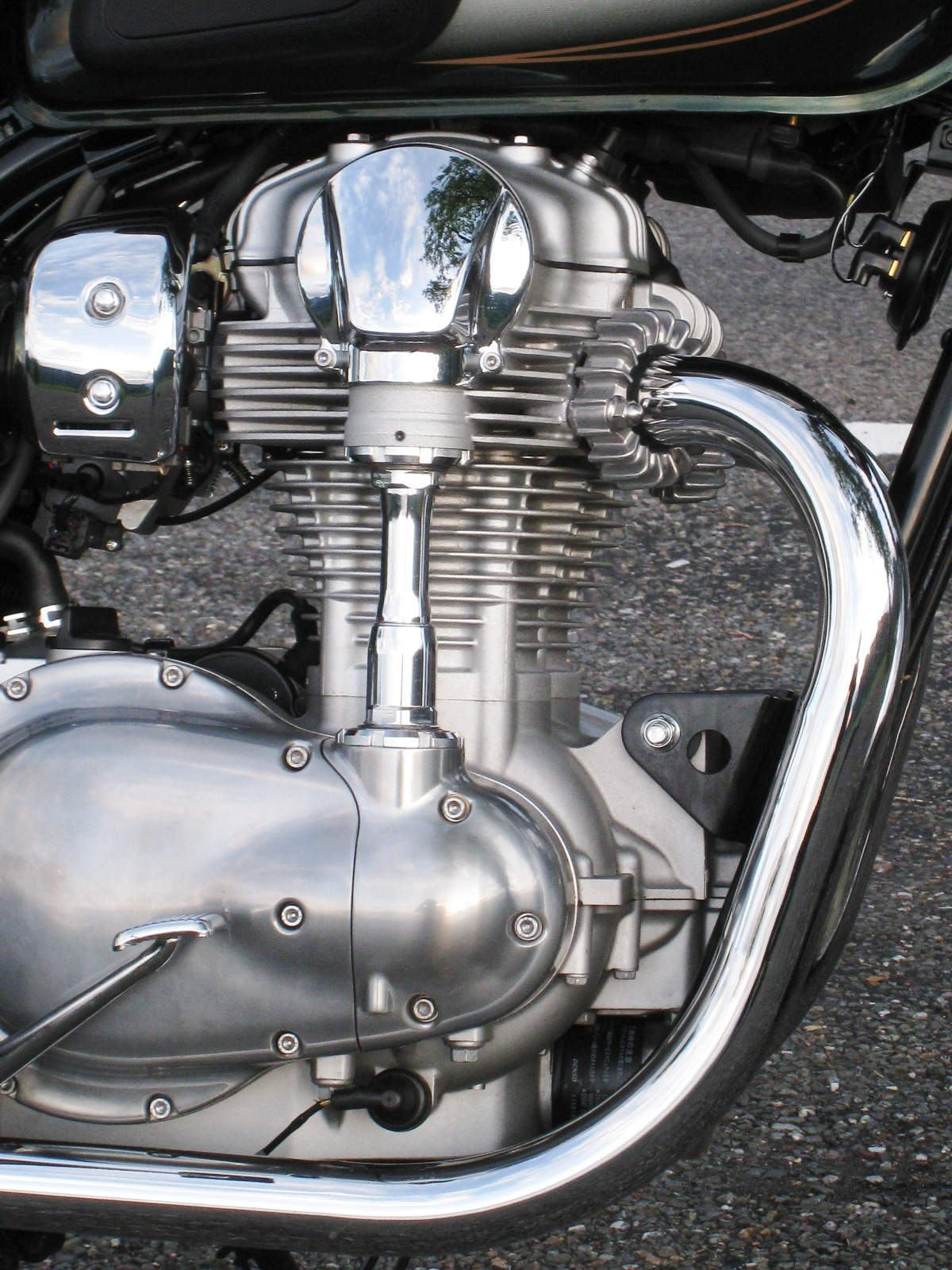
Königswelle
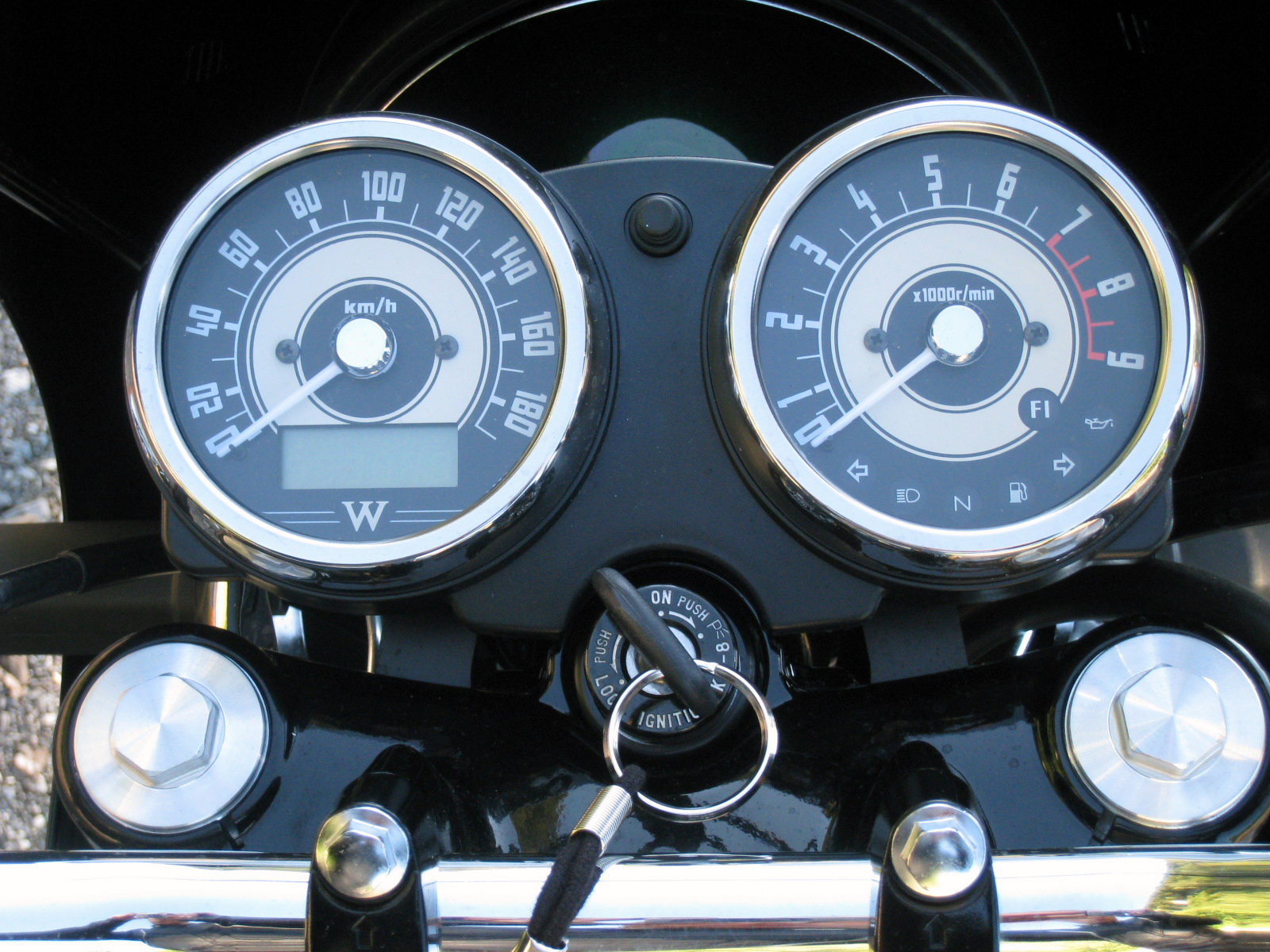
Cockpitinstrumente

## Modelle
Außer dem Standardmodell gab es in mehreren Modelljahren verschiedene Special Editions oder andere Sondermodelle, meistens auch verfügbar als Cafe Style mit Höckersitzbank und Cockpitverkleidung.

### Farben nach Modelljahren
Modelljahr 2011
- W800: „Metallic Dark Green (Dunkelgrün)“ (Dunkelgrün-silberner Tank mit goldenen Zierstreifen, dunkelgrüne Seitendeckel mit silbernem Schriftzug, Motor und Felgen unlackiert, Chromschutzbleche und -auspuff)[6]

Modelljahr 2012
- W800: „Metallic Dark Green (Grün)“ (Dunkelgrün-silberner Tank mit goldenen Zierstreifen, dunkelgrüne Seitendeckel mit silbernem Schriftzug, Motor und Felgen unlackiert, Chromschutzbleche und -auspuff)[7]; auch verfügbar als Special Edition Cafe Style mit dunkelgrüner Cockpitverkleidung[8]

- W800 Special Edition: „Ebony (Schwarz)“ (Grau-schwarzer Tank mit goldenen Zierstreifen, schwarze Seitendeckel mit goldenem Schriftzug, golden eloxierte Felgen, Motor schwarz teillackiert, Auspuff matt-schwarz beschichtet)[9]; auch verfügbar als Special Edition Cafe Style mit schwarzer Cockpitverkleidung[8]

Modelljahr 2013
- W800: „Ebony (Schwarz)“ (Schwarz-grauer Tank mit silbernen Zierstreifen, schwarze Seitendeckel mit silbernem Schriftzug, Motor und Felgen unlackiert, Chromschutzbleche und -auspuff)[10]; auch verfügbar als Cafe Style mit schwarzer Cockpitverkleidung[11]

- W800 Special Edition: „Candy Cardinal Red (Rot)“ (Dunkelrot-schwarzer Tank, schwarze Seitendeckel mit goldenem Schriftzug, Motor schwarz teillackiert, Felgen und Schutzbleche schwarz lackiert, Auspuff matt-schwarz beschichtet)[12]; auch verfügbar als Special Edition Cafe Style mit dunkelroter Cockpitverkleidung[11]

Modelljahr 2014
- W800: „Metallic Nocturne Blue“ (Dunkelblau-hellsilberner Tank mit goldenen/schwarzen Zierstreifen, dunkelblaue Seitendeckel mit goldenem Schriftzug, Motor und Felgen unlackiert, Chromschutzbleche und -auspuff)[13]; auch verfügbar als Cafe Style mit dunkelblauer Cockpitverkleidung[14]

- W800 Special Edition: „Ebony“ (Schwarzer Tank mit zwei seitlichen orangen Streifen, schwarze Seitendeckel mit orangen Streifen und kleinem Schriftzug, Motor schwarz teillackiert, schwarze Schutzbleche, schwarze Felgen mit orangem Zierstreifen, matt-schwarz beschichteter Auspuff, orange Paspel an der Sitzbank)[15]; auch verfügbar als Cafe Style mit schwarzer Cockpitverkleidung[14]

Modelljahr 2015
- W800: „Candy Diamond Red / Pearl Alpine White (Rot / Weiß)“ (rot-weißer Tank mit goldenen Zierstreifen, rote Seitendeckel mit silbernem Schriftzug, Motor und Felgen unlackiert, Chromschutzbleche und -auspuff)[16]; auch verfügbar als Cafe Style mit roter Cockpitverkleidung[17]

- W800 Black Edition: „Ebony (Schwarz)“ (Schwarzer Tank mit grauen Zierstreifen, schwarze Seitendeckel mit grauem Schriftzug „Black Edition“, Motor schwarz teillackiert, schwarze Schutzbleche und Felgen, matt-schwarz beschichteter Auspuff, schwarze statt wie sonst verchromte Abdeckungen der Königswelle und der Einspritzung)[18]; auch verfügbar als Cafe Style mit schwarzer Cockpitverkleidung[17]

Modelljahr 2016
- W800: „Metallic Ocean Blue / Pearl alpine White“ (blau-weißer Tank mit silbernem Zierstreifen, blaue Seitendeckel mit silbernem Schriftzug, Motor und Felgen unlackiert, Chromschutzbleche und -auspuff)[19]; auch verfügbar als Cafe Style mit blauer Cockpitverkleidung[20]

- W800 Special Edition: „Ebony“ (Schwarzer Tank mit zwei weißen Streifen und goldenen Zierstreifen, schwarze Seitendeckel mit zwei weißen Streifen und goldenen Zierstreifen mit kleinem weißem Schriftzug „800 Special Edition“, Motor schwarz teillackiert, Chromschutzbleche, schwarze Felgen, matt-schwarz beschichteter Auspuff, schwarze statt wie sonst verchromte Abdeckungen der Königswelle und der Einspritzung)[21]; auch verfügbar als Cafe Style mit schwarzer Cockpitverkleidung[20]

- W800 Final Edition: „Candy Brown / Candy Sunset Orange“ (Brauner Tank mit orangem Dekor, braune Seitendeckel mit grauem Schriftzug, Motor schwarz teillackiert (jedoch unlackierte Motordeckel), unlackierte Felgen, Chromschutzbleche und -auspuff, graue statt wie sonst verchromte Abdeckungen der Einspritzung)[22]

Modelljahr 2019
- W800 Street: „Metallic Flat Spark Black / Metallic Matt Graphite Grey“ (seidenmatt-schwarzer Tank mit silbernem Zierstreifen und „W“-Logo auflackiert (jedoch kein zusätzliches „W“-Emblem angebracht und keine Tankschützer), matt-graue Seitendeckel mit schwarz-silbernem Schriftzug, Motor schwarz lackiert, Felgen unlackiert, seidenmatt-schwarze Schutzbleche, Chromauspuff, schwarze statt wie sonst verchromte Abdeckungen der Königswelle und der Einspritzung)[23]

- W800 Cafe: „Metallic Magnesium Grey / Galaxy Silver (Cafe)“ (Brauner Tank mit silbernen (Zier-)Streifen und „W“-Logo auflackiert (jedoch kein zusätzliches „W“-Emblem angebracht), silberne Seitendeckel mit braunem Schriftzug, Motor schwarz teillackiert, seidenmatt-schwarze Felgen und Schutzbleche, Chromauspuff, schwarze statt wie sonst verchromte Abdeckungen der Einspritzung, braun-schwarze Höckersitzbank, silberne Cockpitverkleidung)[24]

Modelljahr 2020
- W800: „Metallic Dark Green“ (dunkelgrüner Tank mit silbernen (Zier-)Streifen, dunkelgrüne Seitendeckel mit silbernem Schriftzug, Motor schwarz teillackiert (jedoch unlackierter Rumpf und Motordeckel), Felgen unlackiert, Chromschutzbleche und -auspuff, schwarze statt wie sonst verchromte Abdeckungen der Einspritzung)[25]

- W800 Street: gleicht bezüglich der Farbgebung dem Modell aus 2019[26]

- W800 Cafe: gleicht bezüglich der Farbgebung dem Modell aus 2019[27]

Modelljahr 2021
- W800: „Metallic Ocean Blue“ (dunkelblauer Tank mit silbernen (Zier-)Streifen, dunkelblaue Seitendeckel mit silbernem Schriftzug, Motor schwarz teillackiert (jedoch unlackierter Rumpf und Motordeckel), Felgen unlackiert, Chromschutzbleche und -auspuff, schwarze statt wie sonst verchromte Abdeckungen der Einspritzung)[28]

Modelljahr 2022
- W800: „Candy Fire Red / Metallic Diablo Black“ (roter Tank mit silbernen (Zier-)Streifen, schwarze Seitendeckel mit silbernem Schriftzug, Motor schwarz teillackiert (jedoch unlackierter Rumpf und Motordeckel), Felgen unlackiert, Chromschutzbleche und -auspuff, schwarze statt wie sonst verchromte Abdeckungen der Einspritzung)[29]

Modelljahr 2023
- W800: „Metallic Slate Blue / Metallic Diablo Black“ (blau-grauer Tank mit silbernen (Zier-)Streifen, schwarze Seitendeckel mit silbernem Schriftzug, Motor schwarz teillackiert (jedoch unlackierter Rumpf und Motordeckel), Felgen unlackiert, Chromschutzbleche und -auspuff, schwarze statt wie sonst verchromte Abdeckungen der Einspritzung)[30]

## Kritik
„Die großen Räder (19 Zoll vorne, 18 hinten) sorgen für die Stabilität, die schmalen Reifen (100/90 vorne, 130/80 hinten) für das Handling. Flink geht es um die Ecken, auf Anhieb fühlt man sich auf der Kawa sehr wohl. Einmal in Schwung, nehmen die Fußrasten dann relativ schnell Kontakt zur Fahrbahn auf. Damit passt man die Fahrweise dann doch an das komfortable Fahrwerk an. Dieses könnte etwas mehr Straffheit durchaus vertragen.“